# 판문군
판문군(板門郡)은 1952년 12월부터 2002년 11월까지 조선민주주의인민공화국 개성특별시에 존재했던 군이다. 2002년 11월 관할 지역이 개성시, 장풍군, 개풍군에 편입되어 폐지되었다.

## 지리
한반도 군사 분계선을 경계로 임진강, 한강과 접하고, 인민위원회 소재지는 봉동리였다. 서쪽으로는 개성시 및 개풍군, 북동쪽으로는 장풍군, 동쪽으로는 군사분계선을 경계로 대한민국 경기도 파주시, 남쪽으로는 한강을 경계로 대한민국 경기도 김포시, 인천광역시 강화군과 접하고 있었다.

## 역사
한국 전쟁 중이던 1952년 12월에 실시된 조선민주주의인민공화국의 행정 구역 개편 때 북위 38도 이남의 경기도 개풍군과 황해도 장풍군 진서면을 합쳐 황해도 판문군(板門郡)이 신설되었다. 군 이름은 당시 휴전 회담이 열린 판문점에서 따왔다. 한국 전쟁 휴전 회담은 1951년 7월부터 개성시에서 열렸지만, 같은 해 10월 25일 개성시 교외에 위치한 장단군 진서면의 판문점으로 변경되었다. 1953년 7월 27일 판문점에서 한국 전쟁의 정전 협정이 체결되었다.
1955년 1월 도(道)급인 개성직할시가 설치되면서 그 관할에 편입되었다. 2002년 11월 개성공업지구와 판문점, 판문군 인민위원회 소재지가 위치한 판문군 북동부 7개리는 개성시에, 북동부 1개리는 장풍군에, 그 외 10개리는 개풍군에 편입되어 폐지되었다.
옛 판문군의 봉동리, 삼봉리, 전재리는 개성공업지구로 지정되어 있으며, 봉동역과 판문역 건설 등 개발이 진행 중이다.

### 연표
- 1951년 10월 25일 : 한국전쟁의 휴전회담 장소가 개성시에서 10 km 동쪽의 판문점으로 변경.
- 1952년 12월 : 경기도 개풍군에 속해 있던 6개 면(봉동면, 상도면, 중면, 흥교면, 임한면, 청교면)과 황해도 장풍군에 속해 있던 1개 면(진서면)을 합쳐 황해도 판문군 신설. (1읍 16리)
- 1954년 10월 30일 : 황해북도에 편입.
- 1955년 1월 : 개성직할시에 편입.
- 1967년 10월 : 평화리의 일부를 분리해 판문점리 신설. (1읍 17리)
- 1983년 11월 : 전재리 일부를 분리해 개성시 은덕동(恩德洞) 신설.
- 2002년 11월 : 봉동리(판문읍), 삼봉리, 전재리, 진봉리, 평화리, 동창리, 판문점리가 개성시에, 선적리가 장풍군에, 상도리, 대련리, 화곡리, 령정리, 신흥리, 월정리, 조강리, 림한리, 덕수리, 대룡리가 개풍군에 편입되면서 판문군 폐지.
- 2020년 4월 : 개풍구역과 판문구역으로 분리되었다.

## 행정 구역
1읍 17리로 구성되어 있었다.
- 판문읍(板門邑) : 봉동리(鳳東里)
- 진봉리(進鳳里)
- 대련리(大蓮里)
- 상도리(上道里)
- 화곡리(禾谷里)
- 령정리(嶺井里)
- 신흥리(新興里)
- 월정리(月井里)
- 조강리(祖江里)
- 림한리(臨漢里)
- 덕수리(德水里)
- 대룡리(大龍里)
- 동창리(東倉里)
- 삼봉리(三鳳里)
- 선적리(仙跡里)
- 전재리(田齋里)
- 판문점리(板門店里)
- 평화리(平和里)